# Mohammad Khabiri
Mohammad Khabiri, född 1 januari 1953, var en iransk fotbollsspelare som var landslagsspelare på 1970-talet och senare viceordförande för det Iranska Fotbollsförbundet.
Mohammad Khabiris bror Habib var också iransk landslagsspelare.